# Matutinha
Matutinha é uma canção da cantora brasileira Claudia Leitte em parceria com o cantor brasileiro de forró Mano Walter. Foi lançada no dia 17 de maio de 2019, acompanhada de um videoclipe dirigido por Chico Kertész e Jana Leite. "Matutinha" é composição de Aleffy, Balove, Vitor Borges e Davi Marques, tendo produção de Luciano Pinto e Marquinhos Maiaral.

## Composição
Com o foco nas festas de São João, Claudia Leitte resolveu trabalhar uma música de forró em parceria com Mano Walter, sendo essa a segunda gravação da dupla após o sucesso "Então Vem Cá". Composta por Davi Marques, Vitor Borges, Balove e Aleffy, a letra conta uma história de amor caipira, focando em um romance que está para desabrochar, com tom de ingenuidade, sinceridade e encanto.

## Lançamento
Com lançamento nas rádios e plataformas digitais em 12 de outubro de 2019, a canção recebeu pouca promoção devido à gravidez de Claudia. Sem divulgação por parte dos artistas em televisão ou rádio, tanto Leitte quanto Mano Walter cantaram a música em suas respectivas turnês. Na turnê My Carnaval Tour, Leitte cantava Matutinha emendada com "Então Vem Cá", o primeiro single da dupla.

## Desempenho nas tabelas musicais
| Parada (2018)                    | Melhor posição |
| -------------------------------- | -------------- |
| Crowley Charts Brasil Axé        | 1              |
| Crowley Charts Regional Salvador | 23             |

## Créditos
Créditos adaptados do Youtube.
- Claudia Leitte - vocal
- Mano Walter - vocal
- Davi Marques - compositor
- Vitor Borges - compositor
- Balove - compositor
- Aleffy - compositor
- Leandro Rodrigues - bateria
- Sergio Andra (Foguinho) - baixo
- Roger Magalhães - guitarra
- Gilson Neto - guitarra
- Jeremias Castro - violões, ukelele
- Marcelinho - acordeão
- Leandro Rodrigues - teclado, sample
- Luciano Pinto - teclado, sample, produtor
- Marquinhos Carvalho - mixagem, masterização
- Marquinhos Maiaral - produtor